# Rosabell Laurenti Sellers
Rosabell Laurenti Sellers est une actrice américano-italienne, née le 27 mars 1996 à Santa Monica, en Californie.

## Biographie
Rosabell Laurenti Sellers est la fille de l'actrice américaine Mary Sellers (en) et du réalisateur italien Fabrizio Laurenti (it). Elle a un frère aîné et une sœur cadette, et a la double nationalité.
Elle fait ses débuts au théâtre en 2004 à Broadway à l'âge de sept ans, avec son frère. Après la scène à New York et des représentations en Pologne et en Autriche, elle s'installe brièvement à Rome la même année avec sa famille.
Entre 2006 et 2009, elle participe à de nombreuses productions pour la télévision, dont Mi Ricordo Anna Frank (Je me souviens d'Anne Frank), où elle tient le rôle principal. En 2009, elle fait ses débuts au cinéma dans le film Ex, de Fausto Brizzi. En 2010, elle tourne dans le film Seule contre tous, de Larysa Kondracki, avec Rachel Weisz, Monica Bellucci et Liam Cunningham.
Depuis 2011 elle joue le rôle de Mia dans la série jeunesse Mia and Me (Mia et Moi). En 2015, elle rejoint le casting de la série Game of Thrones dans laquelle elle interprète Tyene Sand.

## Filmographie
Sauf indication contraire, les informations mentionnées dans cette section peuvent être confirmées par la base de données cinématographiques IMDb,  présente dans la section « Liens externes ».

### Cinéma
- 2009 : Ex de Fausto Brizzi : Barbara
- 2010 : Seule contre tous (The Whistleblower) : Erin
- 2011 : Femmine contro maschi : Flavia
- 2011 : Ex - Amici come prima! : Barbara
- 2012 : Les Équilibristes (Gli equilibristi) : Camilla
- 2012 : Loon Lake : Rosy
- 2013 : Buongiorno papa : Layla[3]
- 2013 : Passione sinistra : Angelica
- 2014 : Nos enfants (I nostri ragazzi) : Benedetta
- 2015 : Contes italiens (Maraviglioso Boccaccio) : Filomena
- 2016 : What About Love : Une jeune fille
- 2019 : La Victoire dans le sang (Trading Paint) : Cindy

### Télévision
- 2007 : L'amore e la guerra (téléfilm) : Anita
- 2008 : Fuga per la liberta - l'aviatore (téléfilm) : Nicoletta
- 2008 : Coco Chanel (téléfilm) : Coco Chanel à 12 ans
- 2009 : Medicina generale (série télévisée) : Rebecca
- 2009 : Mi ricordo Anna Frank (téléfilm) : Anne Frank
- 2010 : Paura d'amare (série télévisée) : Carlotta
- 2011 : Agata e Ulisse (téléfilm) : Milla
- 2011 : Cenerentola (série télévisée) : Aurora à 13 ans
- 2011-2015 : Mia and Me (série télévisée) : Mia
- 2012-2013 : Una grande famiglia (série télévisée) : Valentina Rengoni
- 2015-2017 : Game of Thrones (série télévisée) : Tyene Sand
- 2020 : Spides (série télévisée) : Nora/Sara Berger
- 2022 : Abysses (série télévisée) : Alicia Delaware
- 2022 : Willow (série télévisée) : Lili

## Distinctions
Sauf indication contraire, les informations mentionnées dans cette section peuvent être confirmées par la base de données cinématographiques IMDb,  présente dans la section « Liens externes ».

### Récompense
- Prix du Syndicat national des journalistes cinématographiques italiens 2013 : prix Guglielmo Biraghi pour Les Équilibristes, Buongiorno papà et Passione sinistra

### Nominations
- David di Donatello 2013 : meilleure actrice dans un second rôle pour Les Équilibristes
- Ciak d'oro 2013 : meilleure actrice dans un second rôle pour Les Équilibristes
- CinEuphoria Awards 2014 : meilleure actrice dans un second rôle dans la compétition internationale pour Les Équilibristes
- Ciak d'oro 2015 : meilleure actrice dans un second rôle pour Nos enfants